# Chris Conley
Christian Conley (Adana, Turquía, 25 de octubre de 1992), más conocido como Chris Conley, es un jugador profesional turco de fútbol americano que se desempeña en la posición de wide receiver en San Francisco 49ers, equipo de la National Football League (NFL).

## Carrera
Fue seleccionado en la tercera ronda en la Reunión Anual de Selección de Jugadores de la NFL de 2015. Hizo su debut profesional con el equipo Kansas City Chiefs, en el cual jugó cuatro temporadas (2015-2019), después pasó por varios equipos, Jacksonville Jaguars (2019-2021), Houston Texans (2021-2022), Tennessee Titans (2022-2023), y finalmente a San Francisco 49ers, donde lleva jugando dos temporadas.